# Ivar Lykke
Ivar-Lykke Seidelin-Nielsen (Frederiksberg, 7 de março de 1889 - 9 de janeiro de 1955) foi um futebolista dinamarquês, medalhista olímpico.
Ivar Lykke competiu nos Jogos Olímpicos de Verão de 1912 em Estocolmo. Ele ganhou a medalha de prata.